# بوئینگ وای‌کیوام-۹۴
بوئینگ وای‌کیوام-۹۴ (به انگلیسی: Boeing YQM-94) یک پهپاد ساختِ بوئینگ در کشور ایالات متحده آمریکا است. نخستین استفاده‌کنندهٔ این هواپیما نیروی هوایی ایالات متحده آمریکا بوده‌است. این هواپیما در ۲۸ ژوئیه ۱۹۷۳ میلادی نخستین پرواز خود را انجام داد.